# شجار القيروان (1053)
شجار القيروان عام 1053, هو اشتباك حصل بين أهل القيروان و بنو هلال, بعد حصول صلح بين المعز والأعراب، سُمح للهلاليين أن يدخلوا القيروان لكن الأجواء المتوترة أدت إلى المعركة.

## الخلفية
بعد هزيمة حيدران، تقدم العرب نحو القيروان و ضيقوا عليها، و حاولوا مهاجمتها من جهة باب تونس، و انتصروا في موقعة المصلى، لكن بعدها هدأت الأوضاع، فاستغل المعز الفرصة و بنى سوراً، الا أنه أيضا أراد أن يرفع الحرب بينه و بين العرب، أي يصالحهم.

## المعركة
سمح المعز للعرب بأن يدخلوا القيروان، و رحب بهم في أن يمارسوا التجارة، يتوقع الهادي روجي أن فقهاء القيروان كانوا غاضبين، لأن عمليات التجارة هذه محرّمة نظرا لأن ممتلكات الهلاليين من المال و الزرع و غيرها من المنهوبات، و تصرف الأعراب بتعجرف و غلظة و شدة، و كانت الأجواء متوترة، و ما لبثت أن اندلعت الحوادث «ووقعت بينهم حرب كان سببها فتنة بين إنسان عربي وآخر عامي ، وكانت الغلبة للعرب»، و حصل الاشتباك بين الناس و الغزاة و تتكرر تجربة المصلى، فقد هُزِم أهل القيروان و وقعت فيهم المجزرة، و لم تذكر المصادر بعد ذلك كيف خرج العرب من القيروان.

## العواقب
توقفت التجربة التي قام بها المعز دون حذر، بخسائر فادحة، و اقتصرت علاقته مع بني هلال لاحقا بالمصاهرات فقط، حيث زوج بناته لبعض قاداتهم، كما خرج في حمايتهم لاحقا إلى المهدية, قبل أن تتعرض القيروان للنهب عام 1057.